# QAnon
QAnon (/kjuːəˈnɒn/ en anglais, /kwanɔn/ à la française) est une mouvance conspirationniste d'extrême droite venue des États-Unis, regroupant les promoteurs de théories du complot selon lesquelles une guerre secrète a lieu entre Donald Trump et des élites implantées dans le gouvernement (l'État profond ou Deep State), les milieux financiers et les médias, qui commettraient des crimes pédophiles, cannibales et sataniques,,,,.

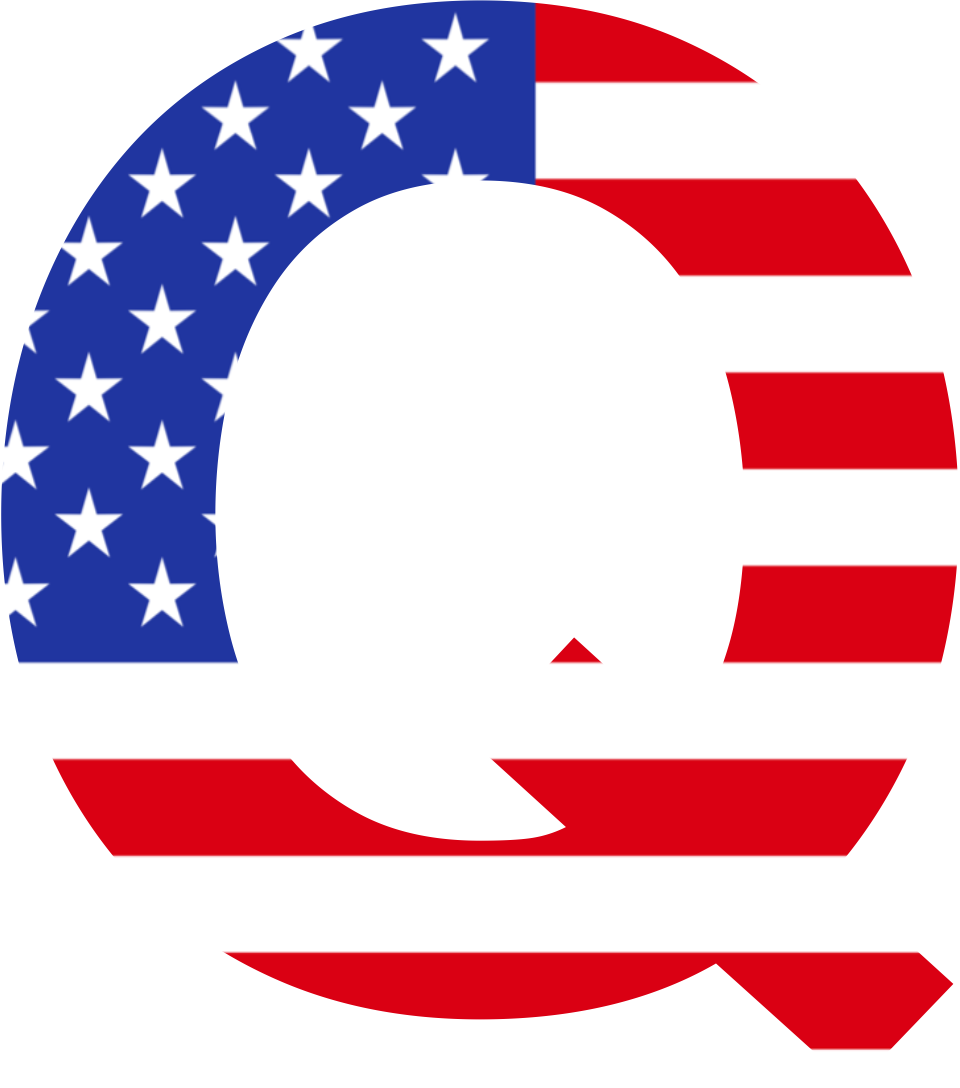
L'un des logos utilisés par les adeptes de QAnon.

À l'origine, QAnon était probablement un simple canular. La mouvance se concentre autour des messages publiés sous le pseudonyme Q à partir d'octobre 2017 sur le forum anonyme 4chan puis sur le forum anonyme 8kun. QAnon est communément considéré comme étant une secte dont les fondements sont fictifs.
Au sein du corpus de désinformation de QAnon, l'une des théories les plus sensationnelles est que les élites, en particulier des vedettes d'Hollywood et des personnalités du Parti démocrate, seraient coupables d'abus sur des enfants dont elles voleraient du sang pour en extraire une substance qu'elles considéreraient comme une cure de jouvence, l’adrénochrome,.
Des événements politiques américains sont détournés par QAnon, comme l'enquête du procureur spécial Robert Mueller sur la possibilité d'une collusion de la campagne et/ou de l'administration Trump avec la Russie : selon QAnon, cette enquête aurait été montée de toutes pièces par Trump qui aurait feint une telle collusion afin de permettre à Mueller de se joindre à lui pour mettre au jour une conspiration pédophile et prévenir un coup d'État par Barack Obama, Hillary Clinton et George Soros.
En quelques années, le groupe est devenu un mouvement sectaire avec comme figures messianiques des personnalités comme Donald Trump mais aussi Boris Johnson. Selon un sondage du Public Religion Research Institute, relayé par The New York Times, en mai 2021 « 15 % des Américains estiment que les leviers du pouvoir sont contrôlés par une cabale d’adorateurs de Satan pédophiles ». QAnon a rapidement gagné en audience à cause de l’Internet Research Agency (IRA), une organisation russe de propagande et de désinformation qui a activement pris part à l’élection américaine de 2016 en favorisant le candidat Trump. En vue de manipuler l'opinion, l'IRA a massivement relayé sur les réseaux sociaux des contenus QAnon.
Dès mai 2019, une note interne du FBI appelle à surveiller la mouvance comme source potentielle de terrorisme intérieur,. Après la défaite électorale de Donald Trump en 2020, de nombreux partisans de la mouvance recommandent au président de « franchir le Rubicon » et de conserver le pouvoir en invoquant la loi martiale mais les mises à jour de QAnon baissent fortement. Ses théories deviennent en partie des tentatives pour renverser le résultat de l'élection présidentielle américaine de 2020, culminant avec l'assaut du Capitole par des partisans de Donald Trump, résultant en une nouvelle répression des contenus QAnon dans les réseaux sociaux,,,.
Par la suite, le mouvement se répand en France, à travers des figures comme Rémy Daillet-Wiedemann impliqué dans un projet de coup d'État baptisé Opération Azur, qui avait pour objectif de s'emparer de l'Élysée, du Parlement, du ministère des Armées ainsi que des sièges de grands médias,.

## Le «complot»
Le discours conspirationniste — diffusé principalement par des partisans de Trump et nombre de membres éminents du Parti républicain — se désigne lui-même comme « la Tempête » (The Storm) ou « Le Grand Éveil » (The Great Awakening) — un vocabulaire emprunté aux concepts religieux du millénarisme et de l'Apocalypse —, ce qui lui donne les apparences d'un mouvement religieux en émergence,,. Ce discours a été décrit comme relevant d'« une conception paranoïaque du monde » et ses adhérents comme appartenant à une secte complotiste démente. Un observateur extérieur résume ainsi la thèse principale :

« Il existe une cabale mondiale de pédophiles adorateurs de Satan qui contrôlent le monde. Ils contrôlent les politiciens, ils contrôlent les médias. Ils contrôlent Hollywood. Et ils auraient continué à contrôler le monde s'il n'y avait pas eu l'élection du président Donald Trump. Maintenant, selon ce discours complotiste, Donald Trump est au courant des agissements de cette cabale. Et il a été élu pour mettre un terme à leurs agissements. Or, sans le travail de Q, nous ignorerions tout de cette bataille menée en coulisse par Donald Trump. »

Selon le congressiste Denver Riggleman, le credo fondamental de cette mouvance est que les démocrates sont des pédophiles. Les adeptes de QAnon croient aussi que, lors de l'arrivée de « la Tempête », l'armée américaine prendra le contrôle du pays et que des milliers de membres de la « Cabale » seront arrêtés et exécutés pour leurs crimes ou envoyés à Guantanamo, où ils seront jugés par des tribunaux militaires. Ainsi, Q serait la branche « communication » de ce projet de restructuration des États-Unis, contournant les médias traditionnels pour informer les initiés directement sur 8kun, tandis que Donald Trump informe le grand public de manière plus lente et progressive sur Twitter.
Selon le journaliste Jordan Weissmann du magazine Slate, « ce qui est inquiétant dans QAnon, ce n'est pas qu'un groupe d'Américains croient à un complot ridicule, mais qu'ils s'attendent à ce que Donald Trump fasse arrêter l'ensemble de ses opposants ».

## Origine, thèmes et méthode

### Origine du nom
Dans la foulée du Pizzagate, une théorie du complot d'après laquelle il existe un réseau de pédophilie autour de John Podesta, alors directeur de campagne d'Hillary Clinton, un auteur anonyme du nom de Q a commencé, le 28 octobre 2017, à publier des messages sur le forum anonyme américain 4chan. Il passe ensuite sur 8chan, et à la fermeture forcée de ce dernier site, s'établit sur la nouvelle version, 8kun, où il continue de publier à ce jour. Ses messages sont authentifiés, car un code unique (« tripcode ») est attribué aux participants qui le souhaitent,.
Les messages anonymes sont présentés en format image jpg, ce qui leur donne un aspect lapidaire et rend difficile la copie de mots ou de phrases. Ils consistent en alertes sur un prétendu complot organisé par « l'État profond » contre le président Trump. Ces déclarations énigmatiques sont signées par un certain Q, lettre correspondant à un niveau d'habilitation défini par le Atomic Energy Act, géré par le ministère de l'Énergie des États-Unis, et adopté par le système de gestion des documents classés secrets d'État.
Quant au terme « QAnon », il est formé par la combinaison de la lettre « Q » et de l'abréviation du mot « Anonymous ». Le mot désignait d'abord l'auteur des prophéties, mais en est venu par métonymie à désigner également sa théorie du complot ainsi que la communauté qui en discute, quoique celle-ci soit aussi souvent désignée comme des « Anons » (pour « Anonymes »). L'identité et le statut réels de Q, supposé être un fonctionnaire — ou un groupe de fonctionnaires — haut placé, ne sont pas connus, mais font l'objet de spéculations chez les Anons qui veulent croire à son autorité.

### Thèmes
Le premier message annonce l'extradition de HRC (Hillary Rodham Clinton) au cas où elle aurait quitté le pays. Dans un autre message, Q prétend que le président de la Corée du Nord, Kim Jong-un, est une marionnette installée par la CIA.
Souvent, les messages de Q sont plus cryptiques et plus vagues, ce qui permet à ses sympathisants d'y retrouver leurs propres croyances. Les messages sont souvent écrits sous la forme de séries de questions énigmatiques, par lesquelles Q incite les Anons à faire leurs propres recherches :

« Who controls the narrative?
 WHO wrote the singular censorship algorithm?
 WHO deployed the algorithm?
 WHO instructed them to deploy the algorithm?
 SAME embed across multiple platforms.
 Why?
 Why is the timing relevant?
 Where is @Snowden?  »

Commentant les interminables discussions que des questions de ce genre ont engendrées chez les Anons, l'écrivain Walter Kirn estime que Q a parfaitement compris que « le public Internet ne veut pas lire mais écrire ; il ne veut pas des réponses mais des questions ; il veut être envoyé en mission ». Kirn n'exclut pas la possibilité que Q « soit installé à la Maison-Blanche afin d'informer les humbles geeks sur les intrigues mondiales [et] créer un filtre mental qui leur fera paraître les échecs de Trump comme des victoires, ses faux pas comme des coups aux échecs et ses caprices comme des plans ». Q vise d'ailleurs à éroder chez ses partisans toute possibilité de vérification factuelle en affirmant que « la désinformation est réelle et nécessaire ».

### Méthode
L'immense majorité des affirmations et prédictions de Q relèvent de la pure fabrication : par exemple, prétendre que Kim Jong-un est sous le contrôle de la CIA ou que des membres importants du Parti démocrate sont sous mandat d'arrêt et doivent porter un bracelet de surveillance électronique à la cheville. Toutefois, la fausseté des prédictions n'a pas empêché cette mouvance complotiste de rallier toujours plus de fidèles. Selon Tristan Mendès France, ses partisans invoquent souvent le feeling, l'intuition, le ressenti, ce qui leur permet de remettre en cause l'autorité et le savoir de n'importe quel interlocuteur — puisque la réalité correspond en fait à ce que l'on ressent — et ils créent ainsi « une sorte d'univers alternatif » dans lequel tout devient possible. Le mouvement devient ainsi, toujours selon T. Mendès France, « une espèce d'éponge à complotisme », sans que les personnes qui se réclament de QAnon partagent pour autant les mêmes croyances — hormis un petit noyau de thèses fondamentales, dont le complot autour d'un réseau pédophile et satanique, mentionné dans l'introduction. Il n'y a donc pas de réel corpus d'idées partagé par les QAnonistes, et donc « pas de limite aux théories complotistes qui peuvent être portées par cette mouvance ».
La brièveté et l'ambiguïté des messages ont aussi une dimension ludique, les Anons étant invités à résoudre des énigmes et à connecter ces miettes d'informations (« crumbs ») à des discours et à des tweets de Trump en recourant aux procédés habituels de l'interprétation allégorique : correspondance entre une lettre (Q) et un nombre (17), emploi d'un mot pour en désigner un autre — par exemple, (en)« cheese (is a codeword) for little girl » —, coïncidence de dates, etc.
Un créateur de jeux vidéo qui a suivi et analysé le fonctionnement de QAnon expose, avec nombre d'exemples à l'appui, la mécanique ludique qui a engendré le succès de cette mouvance complotiste : donner seulement des indices — (en) crumbs — en comptant sur le phénomène d'apophénie pour créer chez les adhérents un effet de découverte, discréditer les médias « officiels », développer un sentiment de communauté, endoctriner tout en insistant sur le fait qu'il ne s'agit pas d'un jeu et que les dangers sont bien réels. D'autres auteurs ont souligné les caractéristiques ludiques de QAnon et certains ont même suggéré que le groupe Cicada 3301 avait mis en place cette espèce de « jeu de réalité alternative » et de « jeu de rôle d'action en direct ».

## Une secte potentiellement dangereuse

### Aspect religieux
Selon une vidéo diffusée par un croyant, la bataille entre Trump et la « Cabale » est de proportions bibliques et se ramène à un combat du bien contre le mal. Comme le note la spécialiste des médias et de la désinformation Renee Diresta, la structure hiérarchique et le mystère qui entoure Q donnent à ce groupe les caractéristiques d'une secte. Le culte de Trump, vu comme un sauveur, une volonté millénariste de renversement social et la croyance en des forces démoniaques témoignent des affinités de ce mouvement avec les sectes chrétiennes primitives. Dans un ouvrage sur le sujet, Mike Rothshild rapproche ce mouvement du millérisme, qui a notamment prédit le retour imminent du Christ en 1844, et a donné naissance à l'Église adventiste en dépit du fait que ses prophéties ne s'étaient jamais réalisées.
Comme le note un analyste : « QAnon offre l'espoir de mettre de l'ordre dans un monde apparemment chaotique […] Il attire aussi par le sentiment d'appartenance qu'il donne à ses membres, qui développent leurs propres repères culturels, leur langage et leurs blagues d'initiés, ainsi que des activités communes. Tous ces éléments renforcent le sentiment d'avoir un but et une identité de groupe ».

### Radicalisation
Q déclare aux nouveaux membres qu'ils ont été « choisis pour servir leur patrie » sur « le champ de bataille numérique » (the digital battlefield). Les croyants (Anons), qui brandissent souvent comme symbole distinctif la lettre Q — taillée dans le drapeau américain ou affichée sur leur téléphone —, ont la conviction d'être engagés dans une croisade et d'avoir accès à des informations réservées aux initiés et compréhensibles par eux seuls. Ils rejettent toute critique venant de l'extérieur et particulièrement des médias et se donnent pour tâche de décrypter les messages de Q et de répandre leur foi. En se renforçant mutuellement dans leurs convictions, certains adhérents en arrivent à se radicaliser.
Pour accentuer cette radicalisation, Q incite ses partisans à « prêter le serment de soldat numérique virtuel » (digital soldiers oath), une métaphore qui risque de faire basculer du discours à l'action violente.

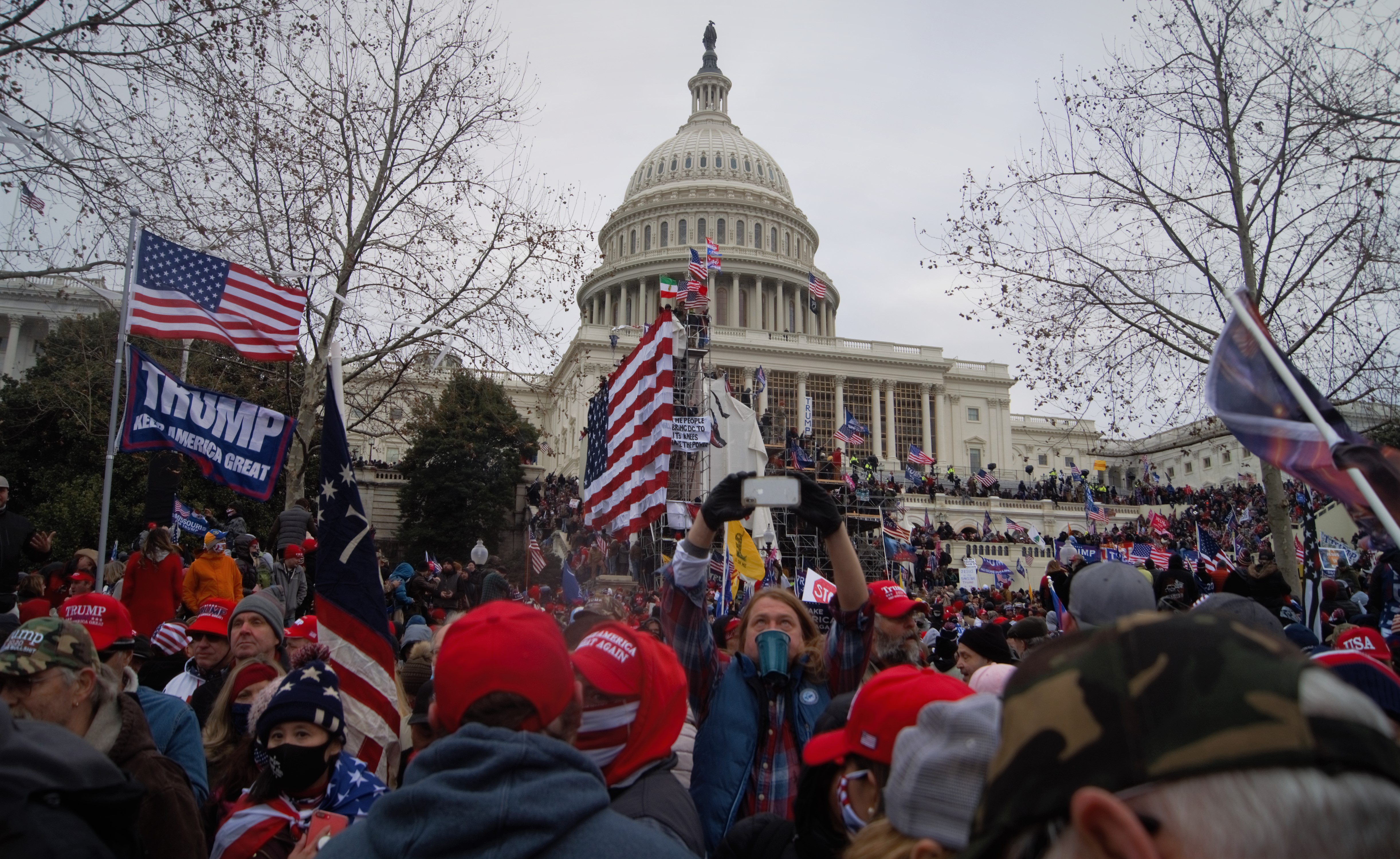
L'assaut du Capitole, 6 janvier 2021.

Poussés par les messages guerriers diffusés par QAnon, plusieurs partisans sont déjà passés à l'acte. Le groupe Children’s Crusade (« Croisade pour les enfants ») cherche à libérer les enfants pris dans des réseaux pédophiles et encourage des parents à kidnapper leurs enfants dont ils n'ont pas la garde ou à tirer sur les services de protection de l'enfance s'ils viennent dans leur maison. Une femme membre de la mouvance QAnon a été arrêtée en novembre 2020 pour le meurtre d'un autre membre du groupe, étant persuadée que celui-ci conspirait contre elle, avec le gouvernement, pour lui refuser la garde de ses enfants. La liste des actes violents reliés à cette mouvance n'a pas cessé de s'allonger. Le plus spectaculaire a été la participation de nombre d'entre eux à l'assaut du Capitole le 6 janvier 2021.
Ces épisodes de violence ont amené le FBI à déclarer QAnon comme une menace terroriste potentielle dans son bulletin du 30 mai 2019,,. En octobre 2020, un membre républicain du Congrès a fait passer une résolution bipartisane condamnant les théories complotistes de QAnon et encourageant les divers services de sécurité à renforcer la surveillance de ces groupes afin de prévenir toute activité criminelle,.
Le danger que pose cette mouvance ne se limite pas aux États-Unis, comme le montrent deux incidents survenus au Canada en 2020, au cours desquels des adeptes ont tenté de s'attaquer au Premier ministre Justin Trudeau et au chef du NPD Jagmeet Singh. Un homme appartenant à la mouvance QAnon tue ses deux enfants en août 2021. Celui-ci était convaincu que son épouse possédait de l'« ADN de serpent » qu'elle avait transmis à leurs enfants.

## Orientation politique et opinion publique

### Idéologie politique
La majorité des médias catégorisent les théories soutenues par le mouvement comme étant de droite ou d'extrême droite,. Donald Trump, qui est souvent au centre des théories et y est dépeint comme un héros, a soutenu implicitement le mouvement en partageant des tweets de personnes participant à la mouvance, et quelques candidats électoraux du Parti républicain américain qui soutiennent le mouvement pourraient être élus au Congrès en 2020.
Pour les politologues Joseph Uscinski, Casey Klofstad et Justin Stoler, spécialistes des théories du complot et de l'extrémisme en ligne, l'attrait des théories de QAnon ne serait pas basé sur la politique traditionnelle gauche-droite, mais sur le dédain intense que certaines personnes ressentiraient à l'égard de l'ordre politique établi. Les croyances dans les théories de Qanon seraient donc mieux expliquées par des visions conspirationnistes du monde, qui en elles-mêmes ne sont pas corrélées à une orientation politique. Par ailleurs, ces croyances expliqueraient que de nombreux adeptes affichent en ligne leurs fantasmes de violence et de changement systémique radical par le recours aux armes ainsi que la terminologie militaire utilisée par les candidats politiques américains qui soutiennent le mouvement. Un observateur de la mouvance la caractérise comme une nouvelle forme de nazisme.
Le spécialiste du complotisme et de la désinformation Alex Kaplan estime que QAnon est « antidémocratique par nature ».

### Sondages d'opinion publique
Selon un sondage d'août 2019, 5 % des électeurs américains croient aux affirmations du mouvement, et 22 % n'y croient pas ; le reste des électeurs n'en aurait pas entendu parler ou serait incertain. Parmi les électeurs affiliés à un parti, 6 % des partisans des Démocrates et 6 % des partisans des Républicains croiraient en des théories de la mouvance, contre seulement 2 % des Américains sans affiliation partisane,.
Un sondage de mars 2020 sur la connaissance des théories et du mouvement indique que 75 % des Américains n'en avaient pas entendu parler, 20 % en avaient un peu entendu parler, et 3 % en avaient beaucoup entendu parler. Le groupe qui en avait le plus souvent entendu parler était les démocrates idéologiquement libéraux (39 %), et ceux qui en avaient le moins entendu parler étaient les républicains idéologiquement modérés ou libéraux (12 %). Les Américains sans affiliation partisane ou idéologique se situaient dans la moyenne à 23 %. La connaissance du mouvement et de ses thèses était très liée aux sources d'informations des sondés, variant de 59 % pour ceux dont la source principale d'informations était The New York Times à 8 % pour ceux qui s'informaient principalement en regardant ABC, et dans la moyenne pour ceux s'informant principalement sur les réseaux sociaux (25 %). Ce dernier résultat varierait en fonction des réseaux sociaux consultés, allant de 20 % pour Instagram à 47 % pour Reddit, YouTube se situant entre les deux avec 32 %. Les Américains disant suivre de près l'actualité politique seraient plus nombreux que la moyenne à en avoir entendu parler (43 %).
Selon un sondage de juin 2020, parmi les sondés qui avaient un avis, la moyenne des sentiments en faveur de la mouvance était de 24 sur une échelle de 100, avec les partisans démocrates à 25 et les partisans républicains à 26. L'affiliation partisane n'expliquerait ainsi que peu le soutien à cette théorie. En revanche, il y aurait une différence marquée de soutien entre les sondés qui souscrivaient moins que la moyenne à une vision conspirationniste du monde et ceux qui y souscrivaient plus que la moyenne. Les premiers avaient un sentiment favorable de 18 sur 100, avec les Républicains à 18 et les Démocrates à 19. Les seconds exprimaient un sentiment favorable de 31 sur 100, avec les Républicains à 32 et les Démocrates à 30 en moyenne. Ainsi, les personnes qui ont tendance à interpréter les évènements et les phénomènes comme résultant de complots secrets étaient les plus enclins à soutenir QAnon, indépendamment de leur affiliation partisane.
Un sondage d'octobre 2020 place à 6 % la proportion d'Américains soutenant les théories du mouvement et 62 % la rejetant. 20 % n'en auraient jamais entendu parler et 12 % seraient incertains. Les partisans démocrates seraient très peu nombreux à soutenir la théorie, avec seulement 1 %, contre 13 % des partisans républicains et 6 % des indépendants,.
Dans deux sondages quasi identiques menés en Floride en 2018 et 2020, environ 40 % des sondés n'avaient pas d'opinion, et parmi les autres le mouvement était très impopulaire, la moyenne du sentiment favorable des sondés étant de 24 sur une échelle de 100, plaçant le mouvement Qanon juste au-dessus de Fidel Castro, la figure la moins populaire. Les différences entre démocrates et républicains étaient faibles, les partisans démocrates exprimant un sentiment favorable en moyenne à 22 et les partisans républicains en moyenne à 27,.

## Instigateurs du mouvement

### Deux personnes probablement derrière Q
En janvier 2021, Claude-Alain Roten, le dirigeant d'OrphAnalytics, une start-up suisse spécialisée dans les algorithmes, estime avoir décelé que deux personnes différentes se cachent derrière Q. Selon Florian Cafiero, chercheur au CNRS dans le domaine de la linguistique quantitative, ces résultats sont cohérents avec ceux de son équipe. Les analyses de deux équipes distinctes désignent de manière indépendante les mêmes deux auteurs, Paul Furber et Ron Watkins. Selon les analyses de ces chercheurs, Paul Furber aurait été le créateur initial à l'automne 2017, jusqu'à ce que Q soit repris — « hijacked » — par Ron Watkins au début de l'année 2018.
Ron Watkins, administrateur du forum de discussion anonyme 8chan, et son père, Jim Watkins, propriétaire du forum avaient déjà été suspectés d'être derrière Q. Selon le magazine Mother Jones, le père et le fils auraient été impliqués dans la diffusion d'images pédopornographiques.
En mars 2021, la chaîne HBO a diffusé une série documentaire en six épisodes intitulée Q: Into the Storm takes a deep, ominous dive into a conspiracy phenomenon that threatens democracy, au cours de laquelle le réalisateur rencontre les figures censées être derrière Q, notamment Jim Watkins et son fils Ron Watkins, ainsi que Fredrick Brennan qui a créé 8chan. Dans le dernier épisode, l'administrateur du site 8kun, Ron Watkins, semble avouer à demi-mot qu'il est le fameux Q. Ron Watkins est candidat à la primaire républicaine pour les élections de l'automne 2022.

### Possible inspiration du mouvement
En 2018, Wu Ming — « ancien membre du collectif italien d’agitateurs culturels altermondialistes Luther Blissett, connu dans les années 1990 pour ses canulars médiatiques » — attire l'attention sur les nombreux points communs entre QAnon et l'intrigue de leur roman Q (1999), traduit sous le titre L'Œil de Carafa (2001),. En effet, « Le parallèle avec la trame narrative utilisée par QAnon est frappant » et le collectif italien d’extrême gauche semble avoir bien malgré lui « inspiré la théorie complotiste ».
Walter Kirn voit plutôt la source du mouvement dans la John Birch Society et les écrits de Carroll Quigley.
Quant au nom Q, il pourrait aussi provenir du personnage de la série des James Bond, Q, qui fournit à l'agent secret tout son matériel dernier cri. Il pourrait également s'inspirer d'un personnage omniscient de l'univers Star Trek, Q, qui pousse le héros de la série à voir « au-delà de ses propres limites et perceptions ».

## Évolution du mouvement

### Publicité faite par le camp Trump

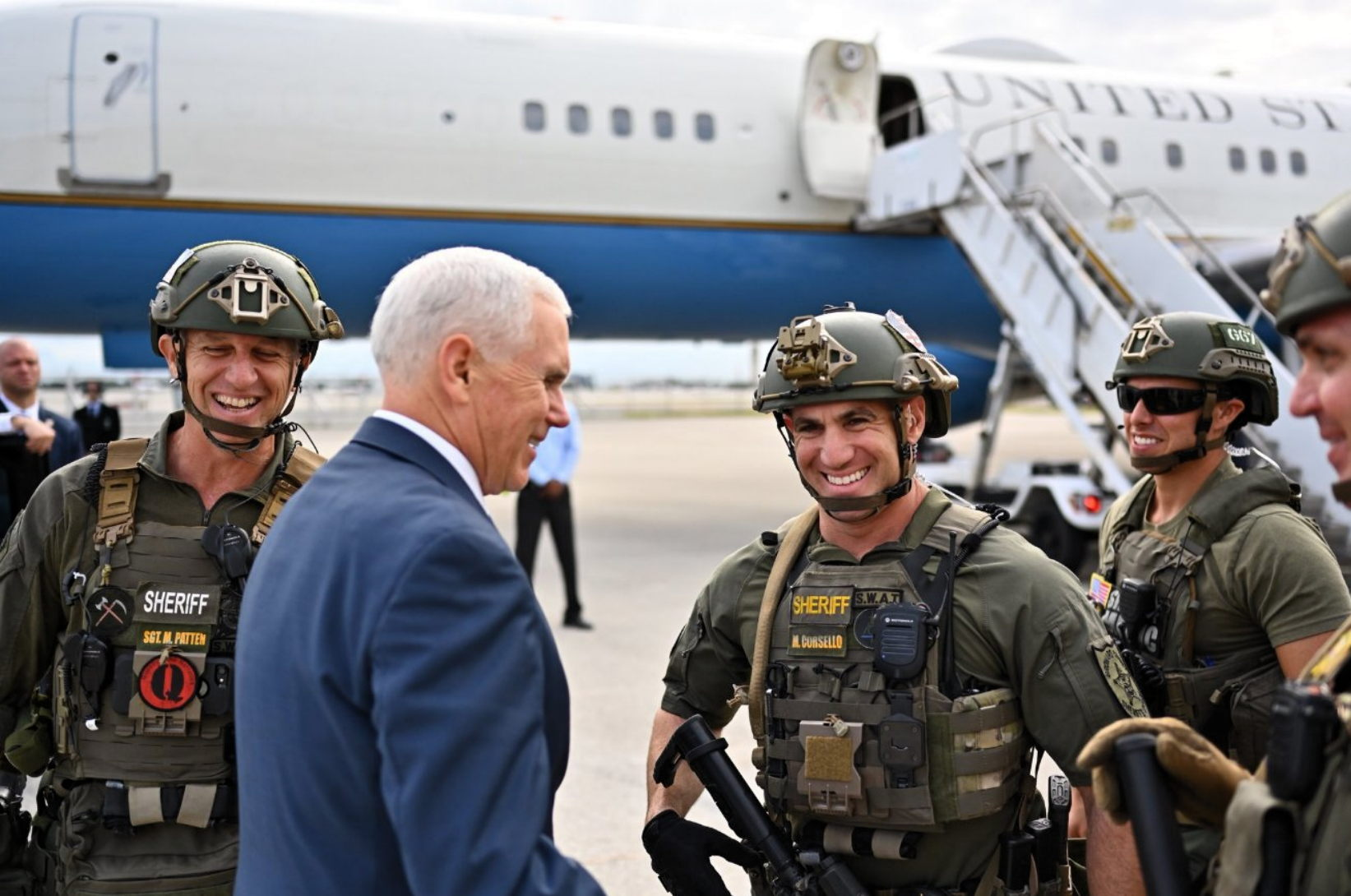
Le vice-président Mike Pence avec des policiers du SWAT dont l'un porte un patch « Q ».

Selon l'analyse de Media Matters, au 20 août 2020, Trump a fait la publicité de QAnon à 216 reprises au moins, soit en faisant suivre soit en mentionnant des comptes Twitter affiliés à QAnon, parfois plusieurs fois par jour,. Par exemple, le 9 septembre 2019, Trump fait suivre sur Twitter The Dirty Truth, une vidéo de QAnon faisant la promotion où le futur directeur du renseignement John Ratcliffe critique le directeur du FBI James Comey. De même, le 24 août 2018, Trump accueille William "Lionel" Lebron, l'un des principaux promoteurs de QAnon, dans le bureau ovale pour une séance photo,,. Peu de temps après Noël 2019, Trump fait suivre plus d'une douzaine de messages de sympathisants de QAnon.
Le président Trump n'est pas le seul à faire de la publicité à la mouvance QAnon. Ainsi, à trois reprises en 2019 et 2020, le chef de cabinet adjoint de Trump et directeur des réseaux sociaux, Dan Scavino, a envoyé sur Twitter des mèmes que les sympathisants de QAnon utilisent pour signifier le compte à rebours jusqu'à la prétendue « tempête ». L'avocat personnel de Trump, Rudy Giuliani, s'en fait également le relais en utilisant le hashtag #QAnon et en inscrivant de nombreux comptes de sympathisants de QAnon parmi le nombre limité de comptes qu'il suit (224 en octobre 2019),. Le fils du Président, Eric Trump, dans un micromessage de l'été 2020 (supprimé plus tard), fait la promotion du rassemblement de son père à Tulsa avec une image d'un grand «Q» et le slogan de la WWGOWGA.
Dès le 28 janvier 2020, alors que seulement deux cas de covid-19 avaient été signalés aux États-Unis, des membres influents de la mouvance recommandent de boire du MMS, solution d'eau de Javel présentée comme une eau miraculeuse, afin de se protéger du Covid-19, suggestion qui sera reprise par Donald Trump en avril 2020.
Certains messages, ou « drops », ne sont pas signés Q mais Q+ dont on dit qu'ils seraient écrits par Donald Trump lui-même. Les commentaires ou actions de Trump sont présentées comme des preuves qu'il est au courant de l'existence de Q et qu'il soutient son action.
Au cours de l'été 2018, des partisans de QAnon commencent à afficher publiquement leur appartenance en brandissant la lettre Q dans des meetings du président Trump. Le 24 août de la même année, l'un des promoteurs du mouvement est pris en photo dans le bureau ovale avec le président.
Le 30 novembre 2018, le vice-président des États-Unis Mike Pence publie, sur Twitter, une photo de lui avec des policiers du SWAT du comté de Broward, en Floride. L'un des quatre policiers porte un patch « Q - Question The Narrative » (« Q - Remettez en question le récit »), symbole du mouvement. Il supprimera la photo quelques heures plus tard. Le 17 mars 2019, Donald Trump retweetait le message d'un membre ayant comme photo de profil une lettre Q, symbole du mouvement.
En août 2020, Donald Trump reconnaît publiquement qu'il apprécie la dévotion que lui témoigne ce groupe — « I understand they like me very much, which I appreciate » — et d'être considéré comme le sauveur du monde, tout en ajoutant ne pas être au courant de leurs positions complotistes les plus extrêmes voire de ne savoir quasi rien à propos de QAnon. Quelques jours plus tard, lors d'une entrevue sur Fox News, il reprend à son compte plusieurs des thèses diffusées par QAnon, notamment au sujet de la « Cabale » et de Joe Biden qui serait secrètement manipulé.
Le mouvement se répand aussi dans le parti républicain. Plus de 60 candidats liés à QAnon se sont présentés aux primaires du Parti républicain et 14 sont candidats aux élections américaines de la Chambre et du Sénat de 2020. Selon plusieurs politologues, la plupart ont peu de chances de gagner, mais quelques-uns remportent les primaires, dont Jo Rae Perkins (en), Marjorie Taylor Greene et Lauren Boebert. 24 candidats, dont 22 républicains, se présentant au Congrès lors du scrutin du 3 novembre 2020 sont adeptes de la théorie QAnon.
Michael T. Flynn, ancien conseiller de Trump pour la sécurité nationale, s'est fait le promoteur de la mouvance, avec un magasin en ligne d'accessoires. Lin Wood, ancien avocat de Trump, est également proche de la mouvance.
Le mouvement tend à se répandre en Europe, notamment en Allemagne et en Grande-Bretagne, où ses thèmes sont repris par des figures de l'extrême droite. Ses nombreux adeptes au Québec contribuent à en diffuser les thèmes dans la zone francophone.
En septembre 2020, le sénateur démocrate de Californie Scott Wiener (en) est vivement critiqué par la presse et des politiciens de droite pour une proposition visant à changer la loi sur le registre des délinquants sexuels, qui selon lui discriminerait de manière injuste les personnes LGTBQ+. Accusé de soutien à la pédophilie et visé par des attaques antisémites et des menaces, Scott Wiener attribue cette campagne au mouvement QAnon.

### Diffusion et bannissement par les grandes plateformes Internet
De nombreux sites recensent les publications du mouvement,. Alors que l'identité de Q n'est pas connue — selon un spécialiste de la question, il s'agirait en fait de Jim Watkins, propriétaire de 8chan —, l'histoire de la diffusion de ce discours complotiste est bien connue et peut être retracée grâce à des archives de son forum sur Reddit, de vidéos sur YouTube et de messages sur les réseaux sociaux. Les journalistes Brandy Zadrozny et Ben Collins ont identifié les trois modérateurs de réseaux sociaux qui se sont mis d'accord pour amplifier, parmi une nébuleuse de discours complotistes, les messages d'abord peu connus de Q.
QAnon est également diffusé, au milieu d'autres théories conspirationnistes, par le mouvement du Falun Gong, via son groupe the Epoch Media Group, et ses deux principaux médias, la chaîne de diffusion vidéo New Tang Dynasty Television (NTD) et le journal The Epoch Times. Ce groupe a beaucoup contribué à diffuser les thèses de cette mouvance dans le grand public,.
En juin 2018, le site américain Reddit bannit le forum QAnon en raison de ses discours d'incitation à la violence. Peu après, Apple retire l'application Qdrops de son magasin d'applications.
En juillet 2018, Twitter bannit plus de 7 000 comptes reliés à ce groupe, au motif que « ces comptes répandent des messages qui ont entraîné des dommages bien documentés au plan physique, social et psychologique »,.
En août 2020, Facebook identifie sur son réseau et sur Instagram des milliers de groupes de sympathisants QAnon, totalisant plus de trois millions de membres. Le mouvement a fait des adeptes à l'extérieur des États-Unis et a des groupes dans nombre de pays : Canada, Australie, Mexique, Brésil, Grande-Bretagne, Irlande du Nord, Allemagne, Pologne, Pays-Bas, Bulgarie, Hongrie, République tchèque, Roumanie, Serbie, Slovénie et Italie. Après avoir supprimé un premier groupe comptant 200 000 membres, Facebook envisage de réduire la visibilité de cette communauté, tandis que Google annonce avoir bloqué sa fonction Shopping pour les requêtes associées à QAnon. Facebook supprime effectivement 900 pages et groupes liés à QAnon le 19 août 2020.
En août 2020, Facebook et YouTube suppriment un documentaire nommé Shadowgate, de Millie Weaver, journaliste du site conspirationniste Infowars, deux jours après sa mise en ligne. La vidéo est massivement relayée par QAnon et a été visionnée plus de 17 millions de fois dans les premières heures avant que les grandes plates-formes internet n'interviennent. Le jour même de la mise en ligne du documentaire, l'arrestation et la mise en détention de la journaliste Millie Weaver pour vol, falsification de preuves, entrave à la justice et violence domestique, suscite de nouvelles théories du complot et également des interrogations de certains défenseurs de liberté,.
Le 7 octobre 2020, Facebook annonce la suppression des pages, des groupes et des comptes Instagram faisant l'apologie du discours QAnon,.

### Diffusion internationale
Durant l'année 2020, et parallèlement à la pandémie de covid-19, QAnon commence à développer des adeptes en France, et en Europe.

#### En France
Le 10 janvier 2021, peu après l'assaut du Capitole, la ministre déléguée chargée de la citoyenneté Marlène Schiappa annonce dans une entrevue sur France 3 que « le groupe complotiste était dans le « viseur » d’une mission d’inspection sur l’émergence de nouveaux groupes sectaires sur le territoire national ». Le rapport est attendu d'ici fin janvier. Les caractéristiques sectaires alertent la MIVILUDES, qui reçoit 10 signalements en 2020 et 2021. L'approche des élections présidentielles de 2022 fait craindre une montée de l'influence de QAnon en France.
L'affaire de l'enlèvement de Mia, en avril 2021, sur fond de conspirationnisme et de fake news sur les placements d'enfants, révèle des proximités avec les thèses QAnon. Le suspect, Rémy Daillet-Wiedemann, est soupçonné d'être impliqué dans trois affaires d'enlèvement d'enfant, puis depuis octobre 2021 dans un projet de coup d'État ainsi que plusieurs projets d'attentats terroristes en France.
L'avocat d'extrême-gauche Juan Branco est également décrit comme un relai de la rhétorique de QAnon en France.

#### Dans le reste du monde
Le mouvement se répand aussi au Japon, où il est porté par les milieux d'extrême-droite, sous le nom J-Anon, qui se focalise surtout sur la menace chinoise.

### Élections américaines et prise d'assaut du Capitole
Entre novembre 2020 et janvier 2021, QAnon prospère sur fond de contestation du résultat des élections présidentielles américaines.
Le 6 janvier 2021, certains membres du groupe (dont Jake Angeli, une figure du mouvement) participent à l'assaut du Capitole à Washington. Le 12 janvier 2021, Twitter suspend en conséquence 70 000 comptes associés à QAnon.

### Suites du mouvement sous la présidence Biden
Dans les derniers jours de la présidence de Trump, les adeptes de QAnon sont persuadés que l'armée allait arrêter Joe Biden le 20 janvier. Ils pensent également imminentes des arrestations de « traîtres pédo-satanistes », l’expulsion d’élus démocrates vers Guantánamo, ainsi qu'une coupure totale d’internet afin de permettre le retour de Donald Trump à la présidence.
Le 19 janvier, la communauté s'agite à l'approche de cette échéance. Lors de l'inauguration du président Biden, le 20 janvier 2021, certains partisans de la mouvance tentent de concilier leurs convictions avec la réalité nouvelle en affirmant que celle-ci fait partie du plan. D'autres semblent commencer à prendre conscience qu'ils ont été dupés,,.
Fait troublant pour les adeptes : les messages de Q cessent à partir du 20 janvier 2020, provoquant la sidération des adeptes. En 2022, après deux ans d'absence, des nouveaux messages de Q apparaissent sur le forum 8kun.
Les adeptes fidèles à QAnon estiment que Trump va revenir au pouvoir le 4 mars,. Selon un sondage effectué aux États-Unis en mai 2021, 20% des répondants adhèrent à l'idée qu'une « tempête de proportions bibliques balaierait les élites corrompues et restaurerait les gouvernants légitimes » et une large proportion de ceux-ci estiment même que, à cette fin, les patriotes américains peuvent avoir besoin de recourir à la violence.
La mouvance semble toucher en premier lieu la génération des baby boomers, parfois au désarroi de leurs enfants.

## Personnalités soutenant QAnon
- Jake Angeli (né en 1988), activiste d'extrême droite, ayant participé à l'invasion du Capitole en janvier 2021.
- Marjorie Taylor Greene (née en 1974), femme politique, représentante des États-Unis au Congrès.
- Lauren Boebert (née en 1986), femme politique, représentante des États-Unis au Congrès.
- Xavier Naidoo (né en 1971), chanteur allemand.
- Attila Hildmann (né en 1981), cuisinier allemand ouvertement néo-nazi.
- Romana Didulo, conspirationniste canadienne.

### Sources
- « Comment QAnon, cette mouvance conspirationniste américaine, s’est infiltrée en France », France Info,‎ 30 juillet 2020 (lire en ligne, consulté le 30 juillet 2020)
- Ali Breland, Why Are Right-Wing Conspiracies so Obsessed With Pedophilia?, Mother Jones, août 2019 (traduction en français, septembre 2020).
- Elsa Guiol et Arnaud Lievin, « "La Fabrique du mensonge" : à chacun sa vérité », documentaire, France 5, 2020
- Lundimatin, Conspiration et fantasmagorie à l'heure de Trump et du Covid, partie 1 et 2, 12 octobre 2020.